# Шарлотт Стинг
«Шарлотт Стинг» (англ. Charlotte Sting) — американская профессиональная женская баскетбольная команда, которая выступала в Восточной конференции женской национальной баскетбольной ассоциации (ЖНБА). Команда базировалась в городе Шарлотт (штат Северная Каролина) и являлась одной из восьми команд-основательниц лиги. Единственным же успехом «Шарлотт» является выход в финал турнира в сезоне 2001 года.
Клуб выступал в ЖНБА до сезона 2006 года, но 13 декабря компания «Bobcats Sports and Entertainment» передала право собственности на «Шарлотт» лиге, сославшись на его низкую посещаемость, несмотря на новую арену, и потерю дохода. Инвестиционная группа в Канзас-Сити заинтересовалась переездом «Стинг» в штат Миссури. Они должны были играть в «Спринт-центре», который должен был открыться осенью 2007 года. В городе не было клуба НБА с тех пор, как «Кингз» переехали в город Сакраменто (штат Калифорния) после сезона 1984/85 годов. После нескольких месяцев переговоров и обсуждений между лигой и инвесторами эти планы в конечном счёте провалились. В результате чего клуб был объявлен банкротом и прекратил своё существование 3 января 2007 года, а позже был расформирован на драфте распределения, который прошёл 7 января в формате селекторного совещания.
За время существования клуба в нём выступали такие известные баскетболистки, как Андреа Стинсон, Вики Баллетт, Дон Стэйли, Трейси Рид, Шарлотта Смит, Тэмми Саттон-Браун, Эллисон Фистер и Келли Миллер.

## Участия в финалах ЖНБА
Команда «Шарлотт Стинг» принимала участие лишь в одной финальной серии ЖНБА, потерпев в ней поражение.
| Сезон | Соперник            | Результат | Счёт                | Место проведения            |
| ----- | ------------------- | --------- | ------------------- | --------------------------- |
| 2001  | Лос-Анджелес Спаркс | Поражение | 54:82 (0:2 в серии) | Стэйплс-центр, Лос-Анджелес |

## Протокол сезонов ЖНБА
| Сезон         | Конференция   | Место         | Регулярный чемпионат | Регулярный чемпионат | Регулярный чемпионат | Плей-офф | Тренер                                   | Ссылки                                   |
| Сезон         | Конференция   | Место         | Победы               | Поражения            | Процент              | Плей-офф | Тренер                                   | Ссылки                                   |
| Шарлотт Стинг | Шарлотт Стинг | Шарлотт Стинг | Шарлотт Стинг        | Шарлотт Стинг        | Шарлотт Стинг        | Шарлотт Стинг | Шарлотт Стинг                            | Шарлотт Стинг                            |
| ------------- | ------------- | ------------- | -------------------- | -------------------- | -------------------- | --- | ---------------------------------------- | ---------------------------------------- |
| 1997          | Восточная     | 3-е           | 15                   | 13                   | 53,6                 | Проиграла в полуфинале «Кометс» со счётом 54:70 | Маринелл Медорс                          | [ 4 ]                                    |
| 1998          | Восточная     | 2-е           | 18                   | 12                   | 60,0                 | Проиграла в полуфинале «Кометс» со счётом 0:2 | Маринелл Медорс                          | [ 5 ]                                    |
| 1999          | Восточная     | 3-е           | 15                   | 17                   | 46,9                 | Выиграла в полуфинале конференции у «Шок» со счётом 60:54 Проиграла в финале конференции «Либерти» со счётом 1:2                                             | Маринелл Медорс (5-7) Дэн Хьюз (10-10)   | [ 6 ]                                    |
| 2000          | Восточная     | 8-е           | 8                    | 24                   | 25,0                 | Не квалифицировалась в плей-офф | Ти Ар Данн                               | [ 7 ]                                    |
| 2001          | Восточная     | 4-е           | 18                   | 14                   | 56,3                 | Выиграла в полуфинале конференции у «Рокерс» со счётом 2:1 Выиграла в финале конференции у «Либерти» со счётом 2:1 Проиграла в финале «Спаркс» со счётом 0:2 | Энн Донован                              | [ 8 ]                                    |
| 2002          | Восточная     | 2-е           | 18                   | 14                   | 56,3                 | Проиграла в полуфинале конференции «Мистикс» со счётом 0:2                                                                                                   | Энн Донован                              | [ 9 ]                                    |
| 2003          | Восточная     | 2-е           | 18                   | 16                   | 52,9                 | Проиграла в полуфинале конференции «Сан» со счётом 0:2 | Труди Лейси                              | [ 10 ]                                   |
| Шарлотт Стинг |               |               |                      |                      |                      | |                                          |                                          |
| 2004          | Восточная     | 5-е           | 16                   | 18                   | 47,1                 | Не квалифицировалась в плей-офф | Труди Лейси                              | [ 11 ]                                   |
| 2005          | Восточная     | 6-е           | 6                    | 28                   | 17,6                 | Не квалифицировалась в плей-офф | Труди Лейси (3-21) Магси Богз (3-7)      | [ 12 ]                                   |
| 2006          | Восточная     | 6-е           | 11                   | 23                   | 32,4                 | Не квалифицировалась в плей-офф | Магси Богз                               | [ 13 ]                                   |
| Регулярки     | Регулярки     | Регулярки     | 143                  | 179                  | 44,4                 | 1 титул победителя Восточной конференции | 1 титул победителя Восточной конференции | 1 титул победителя Восточной конференции |
| Плей-офф      | Плей-офф      | Плей-офф      | 6                    | 13                   | 31,6                 | 0 титулов победителя турнира женской НБА | 0 титулов победителя турнира женской НБА | 0 титулов победителя турнира женской НБА |

## Статистика игроков
| Сезоны | Лучшие игроки команды по пяти главным статистическим показателям | Лучшие игроки команды по пяти главным статистическим показателям | Лучшие игроки команды по пяти главным статистическим показателям | Лучшие игроки команды по пяти главным статистическим показателям | Лучшие игроки команды по пяти главным статистическим показателям | Ссылки |
| Сезоны | PPG                                                              | RPG                                                              | APG                                                              | SPG                                                              | BPG                                                              | Ссылки |
| ------ | ---------------------------------------------------------------- | ---------------------------------------------------------------- | ---------------------------------------------------------------- | ---------------------------------------------------------------- | ---------------------------------------------------------------- | ------ |
| 1997   | Андреа Стинсон (15,7)                                            | Вики Баллетт (6,4)                                               | Андреа Стинсон (4,4)                                             | Вики Баллетт (1,9)                                               | Вики Баллетт (2,0)                                               | [ 4 ]  |
| 1998   | Андреа Стинсон (15,0)                                            | Вики Баллетт (6,5)                                               | Андреа Стинсон (4,5)                                             | Вики Баллетт (2,2)                                               | Вики Баллетт (1,5)                                               | [ 5 ]  |
| 1999   | Андреа Стинсон (13,6)                                            | Вики Баллетт (6,8)                                               | Дон Стэйли (5,5)                                                 | Вики Баллетт (1,9)                                               | Вики Баллетт (1,4)                                               | [ 6 ]  |
| 2000   | Андреа Стинсон (17,7)                                            | Ронда Мэпп (6,8)                                                 | Дон Стэйли (5,9)                                                 | Андреа Стинсон (1,7)                                             | Ронда Мэпп (0,8)                                                 | [ 7 ]  |
| 2001   | Андреа Стинсон (14,1)                                            | Эллисон Фистер (4,8)                                             | Дон Стэйли (5,6)                                                 | Дон Стэйли (1,6)                                                 | Тэмми Саттон-Браун (1,3)                                         | [ 8 ]  |
| 2002   | Андреа Стинсон (12,8)                                            | Тэмми Саттон-Браун (6,0)                                         | Дон Стэйли (5,1)                                                 | Дон Стэйли (1,5)                                                 | Тэмми Саттон-Браун (1,1)                                         | [ 9 ]  |
| 2003   | Эллисон Фистер (12,4)                                            | Тэмми Саттон-Браун (5,9)                                         | Дон Стэйли (5,1)                                                 | Эллисон Фистер (1,5)                                             | Тэмми Саттон-Браун (1,5)                                         | [ 10 ] |
| 2004   | Эллисон Фистер (11,8)                                            | Тэмми Саттон-Браун (6,2)                                         | Дон Стэйли (5,0)                                                 | Дон Стэйли (1,3)                                                 | Тэмми Саттон-Браун (2,1)                                         | [ 11 ] |
| 2005   | Танджела Смит (13,6)                                             | Тэмми Саттон-Браун (5,3)                                         | Дон Стэйли (5,3)                                                 | Танджела Смит (1,6)                                              | Тэмми Саттон-Браун (1,1)                                         | [ 12 ] |
| 2006   | Танджела Смит (13,1)                                             | Тэмми Саттон-Браун (5,9)                                         | Хелен Дарлинг (2,8)                                              | Шери Сэм (1,6)                                                   | Тэмми Саттон-Браун (1,8)                                         | [ 13 ] |

## Состав в сезоне 2006
| \| Поз. \| № \| Гражд. \| Имя \| Дата рождения (возраст) \| Рост \| Вес \| Звание \| \| ---- \| -- \| ------ \| ------------------ \| ------------------------- \| ------ \| ------ \| ------ \| \| З/Ф \| 2 \| \| Шери Сэм \| 5 мая 1974 (51 год) \| 183 см \| 72 кг \| \| \| Ф/Ц \| 4 \| \| Джанель Маккарвилл \| 3 ноября 1982 (42 года) \| 188 см \| 102 кг \| \| \| З \| 10 \| \| Латойя Бонд \| 13 февраля 1984 (41 год) \| 170 см \| 59 кг \| \| \| Ф \| 12 \| \| Аяна Уокер \| 10 сентября 1979 (45 лет) \| 190 см \| 64 кг \| \| \| З \| 13 \| \| Келли Маззанти \| 2 февраля 1982 (43 года) \| 183 см \| 70 кг \| \| \| Ф \| 21 \| \| Эллисон Фистер \| 11 февраля 1976 (49 лет) \| 180 см \| 76 кг \| \| \| Ф \| 25 \| \| Моник Карри \| 25 февраля 1983 (42 года) \| 183 см \| 79 кг \| \| \| З \| 30 \| \| Хелен Дарлинг \| 29 августа 1978 (46 лет) \| 168 см \| 74 кг \| \| \| Ц \| 42 \| \| Тай’ша Флакер \| 27 декабря 1984 (40 лет) \| 196 см \| 94 кг \| \| \| Ф/Ц \| 50 \| \| Танджела Смит \| 1 апреля 1977 (48 лет) \| 190 см \| 71 кг \| \| \| Ц \| 55 \| \| Тэмми Саттон-Браун \| 27 января 1978 (47 лет) \| 193 см \| 90 кг \| \| | Главный тренер - Магси Богз Ассистенты тренера - Эрл Кьюртон - Фред Шмил Легенда - (К) — Капитан команды Последнее изменение: 10 сентября 2006 года |             |                    |                           |        |        |        |
| Поз. | № | Гражд.      | Имя                | Дата рождения (возраст)   | Рост   | Вес    | Звание |
| З/Ф | 2 | Флаг США    | Шери Сэм           | 5 мая 1974 (51 год)       | 183 см | 72 кг  |        |
| Ф/Ц | 4 | Флаг США    | Джанель Маккарвилл | 3 ноября 1982 (42 года)   | 188 см | 102 кг |        |
| З | 10 | Флаг США    | Латойя Бонд        | 13 февраля 1984 (41 год)  | 170 см | 59 кг  |        |
| Ф | 12 | Флаг США    | Аяна Уокер         | 10 сентября 1979 (45 лет) | 190 см | 64 кг  |        |
| З | 13 | Флаг США    | Келли Маззанти     | 2 февраля 1982 (43 года)  | 183 см | 70 кг  |        |
| Ф | 21 | Флаг США    | Эллисон Фистер     | 11 февраля 1976 (49 лет)  | 180 см | 76 кг  |        |
| Ф | 25 | Флаг США    | Моник Карри        | 25 февраля 1983 (42 года) | 183 см | 79 кг  |        |
| З | 30 | Флаг США    | Хелен Дарлинг      | 29 августа 1978 (46 лет)  | 168 см | 74 кг  |        |
| Ц | 42 | Флаг США    | Тай’ша Флакер      | 27 декабря 1984 (40 лет)  | 196 см | 94 кг  |        |
| Ф/Ц | 50 | Флаг США    | Танджела Смит      | 1 апреля 1977 (48 лет)    | 190 см | 71 кг  |        |
| Ц | 55 | Флаг Канады | Тэмми Саттон-Браун | 27 января 1978 (47 лет)   | 193 см | 90 кг  |        |

## Главные тренеры
| Тренер          | Сезоны    | Победы и поражения (процент) | Победы и поражения (процент) | Ссылки |
| Тренер          | Сезоны    | Регулярка                    | Плей-офф                     | Ссылки |
| --------------- | --------- | ---------------------------- | ---------------------------- | ------ |
| Маринелл Медорс | 1997—1999 | 38-32 (54,3)                 | 0-3 (0,0)                    | [ 14 ] |
| Дэн Хьюз        | 1999      | 10-10 (50,0)                 | 2-2 (50,0)                   | [ 15 ] |
| Ти Ар Данн      | 2000      | 8-24 (25,0)                  | 0-0 (0,0)                    | [ 16 ] |
| Энн Донован     | 2001—2002 | 36-28 (56,3)                 | 4-6 (40,0)                   | [ 17 ] |
| Труди Лейси     | 2003—2005 | 37-55 (40,2)                 | 0-2 (0,0)                    | [ 18 ] |
| Магси Богз      | 2005—2006 | 14-30 (31,8)                 | 0-0 (0,0)                    | [ 19 ] |
| Всего           |           | 143-179 (44,4)               | 6-13 (31,6)                  |        |

## Генеральные менеджеры
- Маринелл Медорс (1997—1999)
- Боб Басс (1999—2003)
- Берни Бикерстафф (2003)
- Труди Лейси (2003—2007)

## Зал славы баскетбола
| Игрок      | Позиция                | Карьера в команде | Год включения | Ссылки |
| ---------- | ---------------------- | ----------------- | ------------- | ------ |
| Дон Стэйли | Разыгрывающий защитник | (1999—2005)       | 2013          | [ 20 ] |

## Зал славы женского баскетбола
| Игрок        | Позиция                     | Карьера в команде | Год включения | Ссылки |
| ------------ | --------------------------- | ----------------- | ------------- | ------ |
| Вики Баллетт | Тяжёлый форвард / Центровая | (1997—1999)       | 2011          | [ 21 ] |
| Дон Стэйли   | Разыгрывающий защитник      | (1999—2005)       | 2012          | [ 22 ] |

## Индивидуальные и командные награды
| Награды[a]                  | Игроки, тренеры и сезоны                | Ссылки |
| --------------------------- | --------------------------------------- | ------ |
| Чемпионка ЖНБА              | нет                                     |        |
| Финал ЖНБА                  | 1 (2001)                                | [ 3 ]  |
| Плей-офф ЖНБА               | 6 (1997, 1998, 1999, 2001, 2002 и 2003) |        |
| MVP ЖНБА                    | нет                                     | [ 23 ] |
| MVP финала ЖНБА             | нет                                     | [ 24 ] |
| MVP ASG ЖНБА                | нет                                     |        |
| Лучший игрок обороны        | нет                                     | [ 25 ] |
| Самый прогрессирующий игрок | нет                                     | [ 26 ] |
| Спортивное поведение        | Дон Стэйли (1999)                       | [ 27 ] |
| Лучший новичок              | Трейси Рид (1998)                       | [ 28 ] |
| Лучший тренер               | нет                                     | [ 29 ] |

- a  В таблицу включены лишь те призы, которыми награждались игроки за время существования команды.

## Закреплённые номера
| Закреплённые номера | Закреплённые номера | Закреплённые номера | Закреплённые номера |
| Номер               | Игрок               | Позиция             | Годы                |
| ------------------- | ------------------- | ------------------- | ------------------- |
| 32                  | Андреа Стинсон      | Атакующий защитник  | (1997—2004)         |

## Известные игроки
- Вики Баллетт
- Касс Бауэр-Билодо
- Эрин Бюшер
- Хелен Дарлинг
- Моник Карри
- Келли Маззанти
- Джанель Маккарвилл
- Келли Миллер
- Ронда Мэпп
- Николь Пауэлл
- Джиа Перкинс
- Трейси Рид
- Тэмми Саттон-Браун
- Танджела Смит
- Шарлотта Смит
- Андреа Стинсон
- Дон Стэйли
- Эллисон Фистер
- Тоня Эдвардс
- Шалонда Энис

## Участники матчей всех звёзд

Логотип клуба в 1997—2003 годах

| Год  | Участники матчей всех звёзд | Участники матчей всех звёзд |
| Год  | Стартовый состав            | Резервный состав            |
| ---- | --------------------------- | --------------------------- |
| 1999 | Вики Баллетт                |                             |
| 2000 |                             | Андреа Стинсон              |
| 2001 |                             | Андреа Стинсон и Дон Стэйли |
| 2002 | Андреа Стинсон и Дон Стэйли | Тэмми Саттон-Браун          |
| 2003 | Дон Стэйли                  |                             |
| 2004 | Дон Стэйли                  | Эллисон Фистер              |
| 2005 | Дон Стэйли                  |                             |
| 2006 |                             | Танджела Смит               |